# Danny O'Shea
Daniel Patrick "Danny" O'Shea, född 15 juni 1945 i Ajax i Ontario, är en kanadensisk före detta ishockeyspelare.
Han blev olympisk bronsmedaljör i ishockey vid vinterspelen 1968 i Grenoble.